# アルフレト・タルスキ
アルフレト・タルスキ（Alfred Tarski, 1901年1月14日 - 1983年10月26日）は、ポーランドおよびアメリカの数学者・論理学者。

## 生涯
アリストテレス、クルト・ゲーデル、ゴットロープ・フレーゲとともに、「四人の偉大な論理学者」の一人として数えられる。また、彼の名前は「バナッハ＝タルスキーの定理」などで知られる。

### ポーランド時代
ギムナジウム時代より神童の誉れ高かったアルフレッドは、ワルシャワ大学に入学した当初は生物学を志したが、次第に数学（特に数学基礎論）に興味を移していった。大学ではヴァツワフ・シェルピンスキのもとで集合論を、ヤン・ウカシェヴィチおよびスタニスワフ・レシニェフスキのもとで論理学を、タデウシュ・コタルビンスキのもとで哲学を学び、これが彼の後の研究を方向付けることとなる。
1923年には、師のレシニェフスキが考案した論理体系に関するある未解決問題を解決し、この業績により博士号を取得（1924年）。同24年には、バナッハとの共著論文において、有名な「バナッハ＝タルスキの定理」を発表している。
同年、アルフレッドと弟のヴァツワフは姓を「テイテルバウム」（Teitelbaum）から「タルスキ」（Tarski）に改めている。もともとアルフレッドの家系はユダヤ系であった。「タルスキ」という姓にしたのは、「テイテルバウム」よりもポーランド的で、綴りや発音も簡単で、ほかにこの姓を使っている人がいなさそうだったからだという。（アルフレッドはのちに北カリフォルニアで「アルフレッド・タルスキ」という同姓同名の人物に出会うことになるのだが）。アルフレッド本人は以前から無神論者だと言っていたものの、タルスキ兄弟はポーランドで優勢な宗教であったローマ・カトリックに改宗した。タルスキはポーランドの民族主義者で、自らの属性を（ユダヤ民族でなく）ポーランド民族と考えており、そのように受け取られることを常に望んでいた。後年、アメリカに移住してからも家ではポーランド語で話していた。
タルスキはワルシャワ大学にて最年少で博士号を取得した後、ポーランド教育大学で講師として論理学、ワルシャワ大学でも講師として数学と論理学を教える傍ら、ヤン・ウカシェヴィチの助手を務めた。これらの仕事は薄給だったため、ワルシャワの高校でも数学を教えていた。当時のヨーロッパでは研究職にある知識人が高校の教師を務めることは普通のことであった。レシニェフスキは優秀な弟子であるタルスキを非常にかわいがっていたが、博士論文提出後、両者の関係は次第に冷めたものになっていった。これには、タルスキが次第にレシニェフスキ論理学の研究から遠ざかっていったことが影響しているといわれている。これより彼は1939年にアメリカに出立するまで、主に高校で数学を教えながら革新的な教科書や論文をいくつも執筆した。1929年には同僚の高校教師でカトリック教徒の家系のマリア・ヴィトコフスカ（Maria Witkowska）と結婚した。マリアはポーランドの独立運動時代にはポーランド陸軍の通信使であった。夫妻は2人の子供をもうけることになる。のちに息子のヤンは物理学者となり、娘のイーナはアメリカの数学者でポーランド人のアンジェイ・エーレンフォイヒトと結婚した。
タルスキはルヴフ大学哲学科の教授としての職を申請していたが、イギリスの哲学者バートランド・ラッセルがポーランド人の画家で哲学者のレオン・フヴィステクを熱心に薦めたため、教授職はフヴィステクに与えられた。

### ウィーン学団との交流
1929年秋、ウィーンより数学者カール・メンガーがワルシャワに招かれ、一連の講義を行った。メンガーは、当時論理実証主義運動を先導していた「ウィーン学団」の中心的メンバーであり、メンガーはこのとき知り合ったタルスキの仕事に興味を持つようになる。このメンガーの招きにより、1930年、タルスキはウィーンを訪れる。ウィーンで集合論やウカシェヴィチの三値論理に関する講義を行ったタルスキは、出席していたウィーン学団のメンバーに多大な影響を与えることとなった。
特にクルト・ゲーデルとルドルフ・カルナップに深い感銘を与えたことは特筆に値する。当時まだ博士論文を提出したばかりだったゲーデルは、ウィーン学団の基本理念には賛同していなかったが、学団の会合やセミナーには参加していた。その関係でタルスキの講義に接したゲーデルは、このときタルスキと個人的に会い、博士論文で証明した一階述語論理の完全性定理について報告している。この定理は、後にタルスキによって発展させられたモデル論において、重要な意味を持つことになる。
またカルナップは、タルスキのメタ数学的手法をこのとき吸収し、これは後のカルナップの言語哲学に大きな影響を与えた。タルスキ、ゲーデル、カルナップの3人は奇しくもその後アメリカに渡り、そこで再会を果たすことになる。
1931年2月、タルスキはゲーデルより書簡を受け取る。この書簡でゲーデルは、後に不完全性定理として知られる結果について報告している。このころ、形式言語における真理定義について研究をすすめていたタルスキは、自らも不完全性定理まであと一歩のところまで迫っていたため、この結果に衝撃を受けた。タルスキとゲーデルは友人同志ではあったが、タルスキは終生ゲーデルをライバル視していたという。
1933年、W・V・O・クワインがワルシャワを来訪。クワインはこの直前に博士号を取得したばかりで、ヨーロッパ各地の哲学研究グループを来訪して回っている途中であった。このときクワインと親交を結んだことが、後のタルスキのアメリカ行きを決定付けることになる。
1934年には長男ヤンが誕生。同年、ウィーン学団のメンバーらによって組織された統一科学国際会議パリ大会（1935年）のための準備会議がプラハで催され、タルスキもこれに出席している。ポーランドからはタルスキのほか、カジミェシュ・アイドゥキェヴィチ、アドルフ・リンデンバウムらが出席。このとき初めてカール・ポパーと会っている。
1935年、統一科学国際会議に出席するためにパリを訪れる。このとき、科学哲学者のカール・ヘンペル、生物学者のジョーゼフ・ヘンリー・ウッジャーらと初めて会っている。特にウッジャーとはその後も親交を深め、後にウッジャーはタルスキの論文集を編集することになる。ウッジャーは記号論理学を生物学へと応用したことで知られているが、1937年に出版された彼の『生物学における公理論的方法』の付録は、タルスキによって執筆された。
この会議でタルスキは、「論理的帰結の概念について」および「科学的意味論の基礎」と題された二つの発表を行っている。前者は、論理的帰結関係のモデル論的定義の先駆をなす画期的なものだった。そして後者が、彼の名をこんにち不動のものとしている、形式言語における真理定義に関する発表である。しかし彼の真理論に対しては、タルスキに好意的と思われていた論理実証主義陣営からも批判的な意見が相次いだ。このため、さらなる討議のための非公式セッションが設けられ、白熱した議論が戦わされた。

### アメリカへ
このころ、ヨーロッパではナチスの台頭により、徐々に不穏な空気が醸成されつつあった。1935年にはポーランド独立の英雄、ピウスツキ元帥が死去。これをきっかけに、ドイツはあからさまにポーランドへの圧力を高めていく。1935年以降、精力的にヨーロッパ各地の会議に出席していたタルスキは、1938年、ベルリンを訪れクルト・グレリング（グレリングのパラドクスで有名）の家でもてなしを受ける。グレリングと連れ立って散歩に出かけたタルスキは、このときたまたまヒトラーの街頭演説に出くわしたという。またベルリンではレオポールト・レーヴェンハイムにも会っている。
1938年には、最初の弟子ともいえるアンジェイ・モストフスキが、タルスキの指導のもとで博士号取得。ただしタルスキは正教授ではなかったため、正式な指導教官としては記録されていない。また、この年には長女クリスティナが生まれている。
1939年春、クワインより書簡が舞い込む。それは、ハーヴァードで開催予定の第5回統一科学国際会議への招待を告げるものだった。しかしタルスキはこの誘いを受けることに躊躇する。同年5月にレシニェフスキが急逝し、これにより、ワルシャワ大学論理学教授のポストは空席になっていた。いまだに大学に専任ポストを得ていなかったタルスキは、なんとしてもレシニェフスキの後任におさまりたいと考え、そのためにはワルシャワに留まったほうが得策だと考えたようである。
しかしクワインから再度送られてきた書簡で、アメリカで職が得られる可能性が示唆されていたため、これに動かされてついにアメリカ行きを決断することになる。8月にタルスキの乗船「ピウスツキ号」が出港した直後に滞在用ビザの発行が停止されたため、後から見ればタルスキの決断はまさにぎりぎりだったということになる。このピウスツキ号はポーランドからアメリカへ向かう最後の貨客船となってしまった。実際、ドイツは9月1日に宣戦布告もせずにポーランドへの奇襲攻撃を開始して第二次世界大戦が勃発、タルスキの次の便でアメリカ行きを予定していた科学哲学者のヤニナ・ホシアッソン＝リンデンバウム（アドルフ･リンデンバウムの妻）にはビザが発行されず、ポーランドに留まったリンデンバウム夫妻は第二次大戦中に非業の死をとげることになる。
当時のタルスキはドイツの脅威を気に留めず彼は妻と子供たちをワルシャワに残してきてしまった。結局、彼が家族と再会できたのは1946年のことであった。妻や子供たちを除く彼のユダヤ系の家族や親類のほとんどは、ドイツの占領当局によって虐殺されてしまっていた。

### アメリカ時代
1949年からはカリフォルニア大学バークレー校教授に就任。ゲーデルの最後の論文「一般連続体仮説が偽であることの証明」を受け取ったが、査読したロバート・ソロベイに酷評されたため、ゲーデルに返却したことで知られている。
タルスキーの教え子のうち5人が女性であったことは、当時、大学院生は圧倒的に男性が多いことを考えると、驚くべきことである。しかも、そのうちの少なくとも2人と婚外交渉をしていた。

## 数学上の業績
現代的なモデル論の基礎を開拓。特に真理概念の帰納的定義は、論理学のみならず言語哲学にも大きな影響を与えた。

## 関連書籍
- 山岡謁郎『現代真理論の系譜』海鳴社、1996年1月20日、ISBN 4-87525-173-4